# St Andrews Trophy
De St Andrews Trophy is een tweejaarlijks golftoernooi. Er wordt gespeeld door een team van amateurs uit Groot-Brittannië en Ierland tegen een team van amateurs uit Continentaal Europa. Het is vergelijkbaar met de Jacques Leglise Trophy voor jongens onder 18 jaar en de Seve Trophy voor professionals.
Het toernooi werd opgericht in 1955 en in het jaar daarop voor de eerste keer gespeeld. De organisatie is in handen van de R&A en de EGA, die het toernooi laten plaatsvinden in het jaar dat er geen Walker Cup gespeeld wordt. De trofee zelf is door St Andrews in 1963 beschikbaar gesteld.

## De formule
Sinds 1982 worden op beide dagen 's ochtends door vier teams foursomes gespeeld, en 's middags acht singles. Er zijn sindsdien dus 24 punten te verdelen. De meeste spelers worden niet lang hierna golfprofessional.

## Uitslagen
| Jaar | Baan                                                        | Winnaars Captain                              | Score | Score | Verliezers Captain                          |
| ---- | ----------------------------------------------------------- | --------------------------------------------- | ----- | ----- | ------------------------------------------- |
| 2012 | Portmarnock Golf Club Fingal, Ierland                       | Continentaal Europa Alexis Godillot           | 12½   | 11½   | Verenigd Koninkrijk & Ierland Gary Stangl   |
| 2010 | Castelconturbia Golf Club Piëmont, Italië                   | Continentaal Europa Alexis Godillot           | 14    | 10    | Verenigd Koninkrijk & Ierland Niles Edwards |
| 2008 | Kingsbarns Golf Links Fife, Schotland                       | Verenigd Koninkrijk & Ierland Colin Dalgleish | 13½   | 10½   | Continentaal Europa Alexis Godillot         |
| 2006 | Marienbad Royal Golf Club Mariënbad, Karlovy Vary, Tsjechië | Verenigd Koninkrijk & Ierland Colin Dalgleish | 15    | 9     | Continentaal Europa Wolfgang Wiegand        |
| 2004 | Nairn Golf Club Nairn, Highland, Schotland                  | Verenigd Koninkrijk & Ierland Garth McGimpsey | 17    | 7     | Continentaal Europa Wolfgang Wiegand        |
| 2002 | Golf Club de Lausanne Lausanne, Zwitserland                 | Verenigd Koninkrijk & Ierland Garth McGimpsey | 14    | 10    | Continentaal Europa Wolfgang Wiegand        |
| 2000 | Ailsa Course, Turnberry South Ayrshire, Schotland           | Verenigd Koninkrijk & Ierland ?               | 13    | 11    | Continentaal Europa Peter McEvoy            |
| 1998 | Golf Villa D'Este Como, Lombardije, Italië                  | Continentaal Europa ?                         | 14    | 10    | Verenigd Koninkrijk & Ierland ?             |
| 1996 | Woodhall Spa Golf Club Woodhall Spa, Lincolnshire, Engeland | Verenigd Koninkrijk & Ierland ?               | 16    | 8     | Continentaal Europa ?                       |
| 1994 | Golf de Chantilly Chantilly, Oise, Frankrijk                | Verenigd Koninkrijk & Ierland ?               | 14    | 10    | Continentaal Europa ?                       |
| 1992 | Royal Cinque Ports Golf Club Deal, Kent, Engeland           | Verenigd Koninkrijk & Ierland ?               | 14    | 10    | Continentaal Europa ?                       |
| 1990 | El Saler Campo de Golf Valencia, Spanje                     | Verenigd Koninkrijk & Ierland ?               | 13    | 11    | Continentaal Europa ?                       |
| 1988 | Old Course at St Andrews Links Fife, Schotland              | Verenigd Koninkrijk & Ierland ?               | 15½   | 8½    | Continentaal Europa ?                       |
| 1986 | Halmstad Golfklubb Tylösand, Halland, Zweden                | Verenigd Koninkrijk & Ierland ?               | 14½   | 9½    | Continentaal Europa ?                       |
| 1984 | Saunton Golf Club North Devon, Engeland                     | Verenigd Koninkrijk & Ierland ?               | 13    | 11    | Continentaal Europa ?                       |
| 1982 | Rosendaelsche Golfclub Arnhem, Gelderland, Nederland        | Continentaal Europa ?                         | 14    | 10    | Verenigd Koninkrijk & Ierland ?             |
| 1980 | Royal St George's Golf Club Sandwich, Kent, Engeland        | Verenigd Koninkrijk & Ierland ?               | 19½   | 10½   | Continentaal Europa ?                       |
| 1978 | Golf Course Garlstedter Heide Bremen, West-Duitsland)       | Verenigd Koninkrijk & Ierland ?               | 20½   | 9½    | Continentaal Europa ?                       |
| 1976 | St Andrews, old Course Fife, Schotland                      | Verenigd Koninkrijk & Ierland ?               | 18½   | 11½   | Continentaal Europa ?                       |
| 1974 | Golf Club Punta Ala Grosseto, Toscane, Italië               | Continentaal Europa ?                         | 16    | 14    | Verenigd Koninkrijk & Ierland ?             |
| 1972 | The Berkshire Golf Club Ascot, Berkshire, Engeland          | Verenigd Koninkrijk & Ierland ?               | 19½   | 10½   | Continentaal Europa ?                       |
| 1970 | Royal Zoute Golf Club Knokke-Heist, West-Vlaanderen, België | Verenigd Koninkrijk & Ierland ?               | 17½   | 12½   | Continentaal Europa ?                       |
| 1968 | Portmarnock Golf Club Fingal, Ierland                       | Verenigd Koninkrijk & Ierland ?               | 20    | 10    | Continentaal Europa ?                       |
| 1966 | Bilbao Biscay, Spanje                                       | Verenigd Koninkrijk & Ierland ?               | 19½   | 10½   | Continentaal Europa ?                       |
| 1964 | Muirfield Gullane, East Lothian, Schotland                  | Verenigd Koninkrijk & Ierland ?               | 23    | 7     | Continentaal Europa ?                       |
| 1962 | Halmstad Golfklubb Tylösand, Halland, Zweden                | Verenigd Koninkrijk & Ierland ?               | 18    | 12    | Continentaal Europa ?                       |
| 1960 | Walton Heath Golf Club Engeland                             | Verenigd Koninkrijk & Ierland ?               | 13    | 5     | Continentaal Europa ?                       |
| 1958 | Golf de Saint-Cloud Saint-Cloud, Frankrijk                  | Verenigd Koninkrijk & Ierland                 | 10    | 5     | Continentaal Europa ?                       |
| 1956 | Wentworth Virginia Water, Surrey, Engeland                  | Verenigd Koninkrijk & Ierland Gerald Micklem  | 12½   | 2½    | Continentaal Europa ?                       |

## Teams
| Jaar | Continentaal team | Brits-Iers team |  |
| ---- | --- | --- |  |
| 1968 | Alexis Godillot | |  |
| 1976 | | Gordon Brand Jr., Sandy Lyle |  |
| 1978 | Gordon Brand Jr. | |  |
| 1984 | José María Olazabal, Leif Westerberg | |  |
| 1986 | Peter Baker, Jesper Parnevik, Daniel Silva, Jean van de Velde | Paul Broadhurst, Colin Montgomerie |  |
| 1988 | Daniel Silva, Sven Strüver | |  |
| 1990 | Klas Eriksson, Rolf Muntz | |  |
| 1992 | Niclas Fasth, Rolf Muntz, Massimo Scarpa, Daniel Silva | Dean Robertson |  |
| 1994 | Nicolas Vanhootegem | Bradley Dredge, Mark Foster, Chris Hanell, Lee S James, Gordon Sherry |  |
| 1996 | Wil Besseling, Sergio García, Maarten Lafeber, José Manuel Lara | |  |
| 1998 | Sergio García, Peter Hanson, Henrik Stenson | Simon Dyson, Luke Donald |  |
| 2000 | Mikko Ilonen, Michael Thannhäuser | Paul Casey, Luke Donald, Nick Dougherty |  |
| 2002 | Julien Clément, Alfredo García Heredia, José-Filipe Lima, Martin Wiegele | Nigel Edwards, Zane Scotland |  |
| 2004 | Mark F. Haastrup, Alfredo García Heredia, Martin Kaymer, Edoardo Molinari, Francesco Molinari | James Heath, Andrew McArthur, Jamie McLeary, Matt Richardson |  |
| 2006 | Antti Ahokas, Lorenzo Gagli, Julien Guerrier, Damian Ulrich | Rhys Davies, Robert Dinwiddie, Oliver Fisher, Ross McGowan, Richie Ramsay |  |
| 2008 | Benjamin Hebert, Andrea Pavan | Matt Haines, Chris Paisley |  |
| 2010 | Nino Bertasio, Thomas Detry, Stanislas Gautier, Domenico Geminiani, Kristian K Johannessen, Jesper Kennegard, Maximilian Kieffer, Espen Kofstad, Moritz Lampert, Johan Lopez Lazaro, Morten Orum Madsen, Markus Maukner, Adrian Otaegui, Thomas Pieters, Kalle Samooja, Thomas Sørensen, Romain Wattel en Pontus Widegren | James Burnett, James Byrne, Paul Cutler, Grant Forrest, Scott Gibson, Ross Kellett, Tom Lewis, Chris Lloyd, Paul Lockwood, Matthew Nixon, Eddie Pepperell, Rhys Pugh, Michael Stewart en Darren Wright |  |
| 2012 | Thomas Detry, Edouard Espana, Dominic Foos, Jack Hiluta, Daan Huizing, Robert Karlsson, Moritz Lampert, Jacobo Pastor, Victor Tarnstrom, Manuel Trappel | Alan Dunbar, Harry Ellis, Craig Hinton, Nathan Kimsey, Kevin Phelan, Garrick Porteous, Rhys Pugh, Neil Raymond, Graeme Robertson en Ben Taylor                                                         |  |

2010
In 2010 won het continentale team weer, voor de eerste keer sinds 1998, toen het toernooi toevallig ook in Italië plaatsvond. De Duitser Max Kieffer maakte de putt die de definitieve overwinning betekende. Daarvoor had de Noor Espen Kofstad zijn tegenstander  Paul Cutler met 6&5 verslagen, terwijl Nino Bertasio de finalist van het Brits Amateur James Byrne op de laatste hole versloeg.